# Urodzeni mordercy
Urodzeni mordercy (tytuł oryginalny Natural Born Killers) – amerykański film fabularny z 1994 roku w reżyserii Olivera Stone’a, na podstawie historii Quentina Tarantino.
W role główne wcielili się Woody Harrelson i Juliette Lewis. Film wzbudził wiele kontrowersji na całym świecie, jednak jest również określany jako kultowy i niepowtarzalny. Film ten bardzo różni się od innych dzieł Olivera Stone’a (oprócz U-Turn z 1997 roku). Pomimo iż scenariusz należący pierwotnie do Quentina Tarantino został przetworzony, film jest zdecydowanie bardziej podobny (stylistycznie) do jego filmów.

## Opis fabuły
Mickey (Woody Harrelson) i Mallory (Juliette Lewis) Knox są parą kochanków. Podróżują przez Stany Zjednoczone fikcyjną drogą nr 666 dokonując brutalnych morderstw na przypadkowo spotkanych, niewinnych ludziach. Zostawiają zawsze jednego żywego świadka, aby opowiedział o tym, co zobaczył. Media śledzą i relacjonują ich dokonania. Mickey i Mallory stają się bohaterami i idolami nowej generacji.